# Gymnomitrion sinense
Gymnomitrion sinense là một loài Rêu trong họ Gymnomitriaceae. Loài này được K. Müller mô tả khoa học đầu tiên năm 1951.